# Sven Kramer
Sven Kramer (* 23. dubna 1986 Heerenveen) je nizozemský rychlobruslař specializující se na dlouhé tratě.
V reprezentaci působí od roku 2004, na Mistrovství světa juniorů tehdy získal stříbrnou medaili. Od podzimu 2004 startuje v závodech Světového poháru (SP), přičemž v sezónách 2006/2007, 2008/2009 a 2015/2016 zvítězil v celkovém pořadí na dlouhých tratích (5000 m/10 000 m). Dalších sedm celkových prvenství v SP získal v závodech družstev (2006/2007, 2007/2008, 2011/2012, 2012/2013, 2013/2014, 2015/2016, 2016/2017). Již na seniorském Mistrovství Evropy 2005 získal stříbro, o několik týdnů později zvítězil na juniorském světovém šampionátu. Od té doby vybojoval na mistrovstvích Evropy i světa celkově více než 50 medailí. Na Zimních olympijských hrách 2006 byl druhý v závodě na 5 km a získal bronz ze stíhacího závodu družstev. Ve Vancouveru 2010 se na pětikilometrové trati stal olympijským vítězem a pomohl obhájit bronz z týmového závodu. V Soči 2014 obhájil zlatou medaili z pětikilometrové distance, tentýž cenný kov pomohl vybojovat nizozemskému týmu ve stíhacím závodě družstev a získal stříbro z desetikilometrové trati. Na ZOH 2018 závod na trati 5 km opět vyhrál, kromě toho získal bronz ve stíhacím závodě družstev. Je také mnohonásobným medailistou z nizozemských šampionátů.
Je držitelem současného světového rekordu ve stíhacím závodě družstev.
V letech 2007 a 2017 obdržel cenu Oscara Mathisena.
Jeho mladší sestra Brecht i jejich otec Yep Kramer jsou bývalí rychlobruslaři.

## Osobní rekordy
| Trať        | Čas      | Datum              | Místo          |
| ----------- | -------- | ------------------ | -------------- |
| 500 m       | 36,17    | 27. prosince 2009  | Heerenveen     |
| 1000 m      | 1:09,77  | 28. února 2015     | Calgary        |
| 1500 m      | 1:43,54  | 11. prosince 2009  | Salt Lake City |
| 3000 m      | 3:35,93  | 19. prosince 2020  | Heerenveen     |
| 5000 m      | 6:03,32  | 17. listopadu 2007 | Calgary        |
| 10 000 m    | 12:38,89 | 11. února 2017     | Kangnung       |
| stíh. závod | 3:34,68  | 15. února 2020     | Salt Lake City |